# Holl-Haus

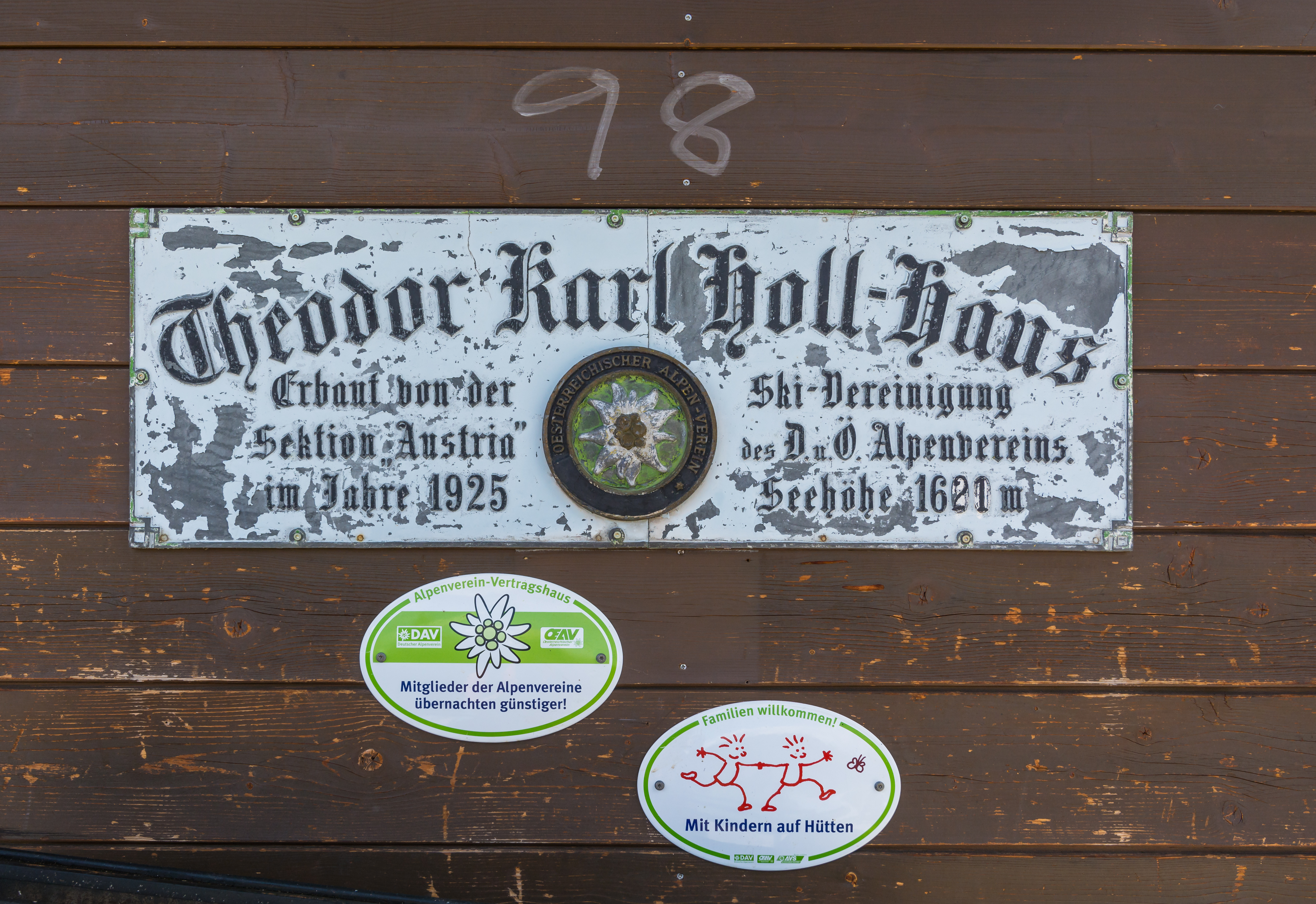
Historische Tafel am Holl-Haus

Das Holl-Haus ist ein Berggasthof auf 1621 m ü. A. auf der Tauplitzalm im Toten Gebirge. Es wurde in den Jahren 1924/1925 von Theodor Karl Holl und einer privaten Genossenschaft errichtet. 1926 wurde die Hütte von der Sektion Austria des Österreichischen Alpenvereins übernommen. Seit 2008 ist das Holl-Haus in privatem Besitz und wird als Vertragshaus des Österreichischen Alpenvereins geführt.

## Tourenmöglichkeiten
- Wanderungen unterschiedlicher Länge auf dem Hochplateau der Tauplitzalm
- Übergänge nach Hinterstoder und nach Spital am Pyhrn

### Zustiege
- von Tauplitz (896 m) in ca. 2½ Stunden
- vom Parkplatz (1586 m) der Tauplitzalm Alpenstraße in ca. 5 Minuten

### Gipfelbesteigungen
- Lawinenstein (1964 m) in ca. 1½ Stunden
- Almkogel (2122 m) in ca. 4 Stunden
- Roßkogel (1893 m) in ca. 3 Stunden
- Traweng (1981 m) in ca. 1½ Stunden
- Großes Tragl (2179 m) über den Traglhals in ca. 3½ Stunden

### Übergänge zu Nachbarhütten
- zum Liezener Hütte (1767 m) in ca. 4½ Stunden
- zur Linzer Tauplitz-Haus (1687 m) in ca. ¾ Stunden
- zum Linzer Haus (1371 m) auf der Wurzeralm in ca. 7 Stunden